# نادي ريد ستار لكرة السلة
نادي ريد ستار لكرة السلة (بالصربية: КК Црвена звезда) هو فريق كرة سلة صربي للمحترفين تأسس في سنة 1945 يقع مقره في بلغراد. يلعب في الدوري الأوروبي لكرة السلة والدوري الأدرياتيكي والدوري الصربي لكرة السلة.

## الإنجازات

### البطولات المحلية
الدوري الصربي لكرة السلة
- الفوز (2): 2014–15، 2015–16
- الوصافة (5)
- الوصافة (2): 2008–09، 2011–12

الدوري اليوغوسلافي لكرة السلة
- الفوز (12)
- الوصافة (2): 1991–92، 2005–06

كأس يوغوسلافيا لكرة السلة
- الفوز (3): 1970–71، 1972–73، 1974–75
- الوصافة (3): 1973–74، 1989–90، 1993–94

### المنافسات الأوروبية
كأس سابورتا
- الفوز (1): 1973–74
- الوصافة (2): 1971–72، 1974–75

كأس كوراتش لكرة السلة
- الوصافة (2): 1983–84، 1997–98

### المسابقات الإقليمية
الدوري الأدرياتيكي
- الفوز (2): 2014–15، 2015–16
- الوصافة (1): 2012–13

## وصلات خارجية
- الموقع الرسمي